# Heilige Deur

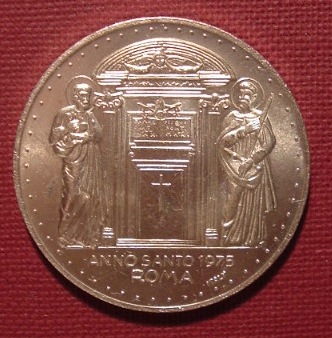
De Heilige Deur op een herdenkingsmunt uit 1975

Een Heilige Deur of Porta Sancta is in de rooms-katholieke traditie een kerkingang die slechts tijdens een Heilig Jaar geopend is. De bekendste is die van de Sint-Pietersbasiliek en die van de drie andere hoofdkerken (basilica major) in Rome. Ook elders bevinden zich tegenwoordig Heilige Deuren.

## Gebruik
Naast de Sint-Pietersbasiliek bevinden zich in Rome drie andere Heilige Deuren in de  Sint-Jan van Lateranen, Basiliek van Santa Maria Maggiore en Sint-Paulus buiten de Muren. Bekend is in Rome de ceremonie van het openen en sluiten van het Heilig Jaar, gesymboliseerd door het gebruik van de Heilige Deur. Deze deur in de Sint-Pietersbasiliek, die normaal gesproken dichtgemetseld is, wordt aan het begin van iedere jubileumperiode, op kerstavond voorafgaande aan het Heilig Jaar, feestelijk door de paus opengebroken en tijdens het slotritueel weer met even grote plechtigheid dichtgemetseld. Kardinalen openen de Heilige Deuren in de drie andere basilieken. Het was en is ook nu nog de paus, die, de woorden Aperite mihi portas iustitiae (Open voor mij de poorten der gerechtigheid) uitsprekend, met een speciale hamer tegen de deur tikt en zo het zegel verbreekt, dat aan het einde van het Heilig Jaar daarvoor is aangebracht. Daarop wordt de deur snel opengebroken. Tijdens de slotceremonie is het wederom de paus die de deur verzegelt en op deze wijze het Heilig Jaar beëindigt.

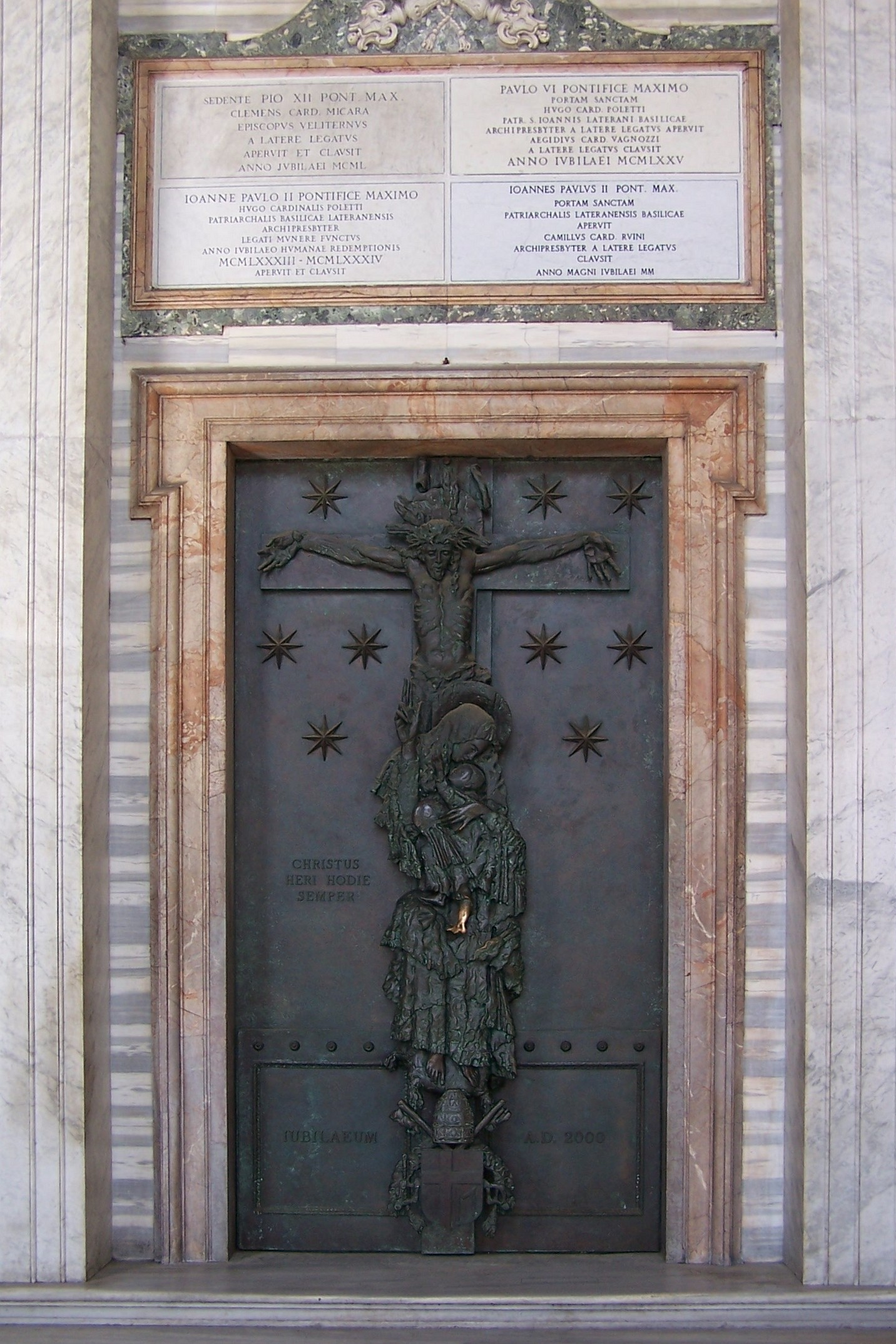
Sint-Jan van Lateranen
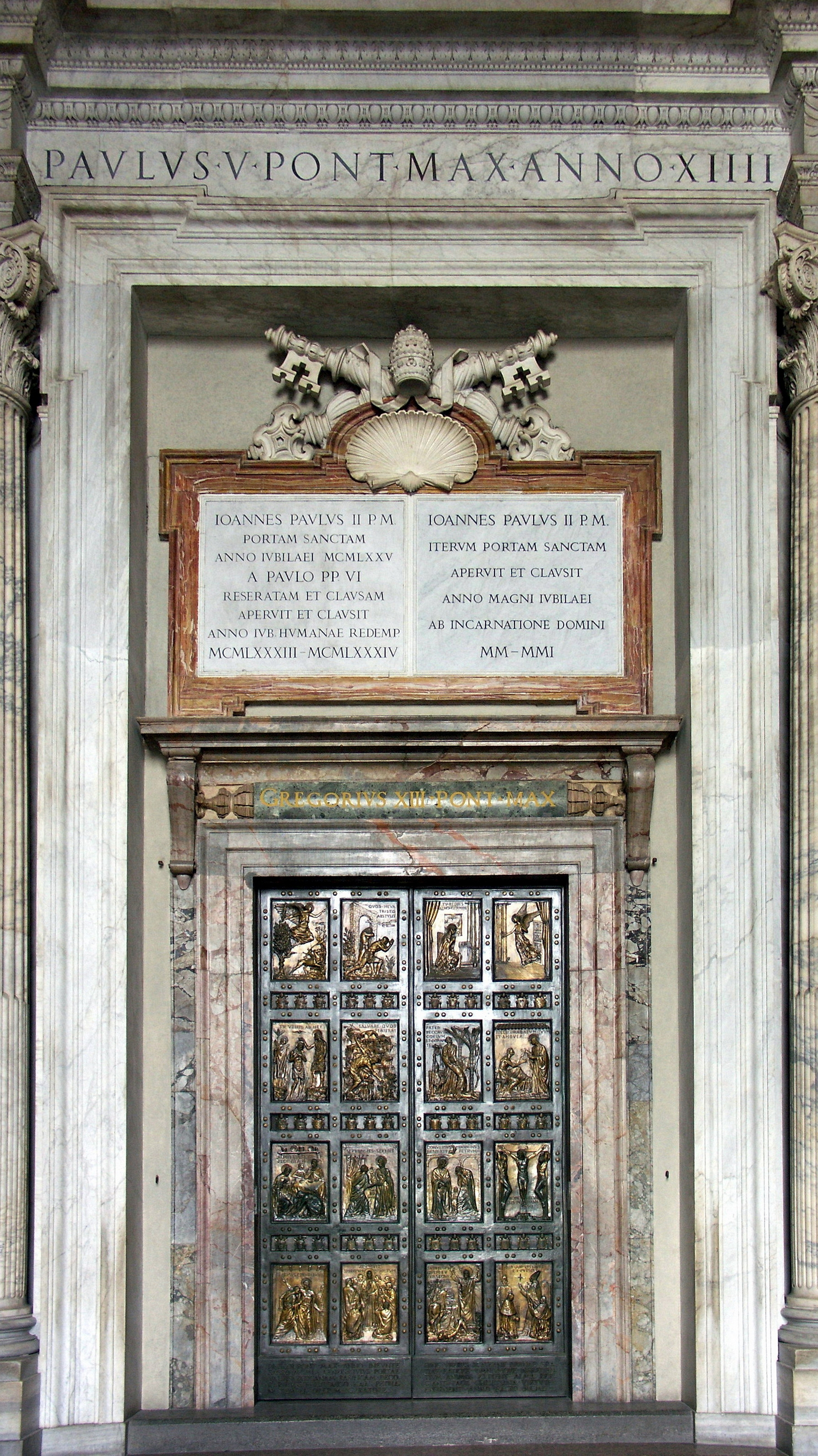
Sint-Pietersbasiliek
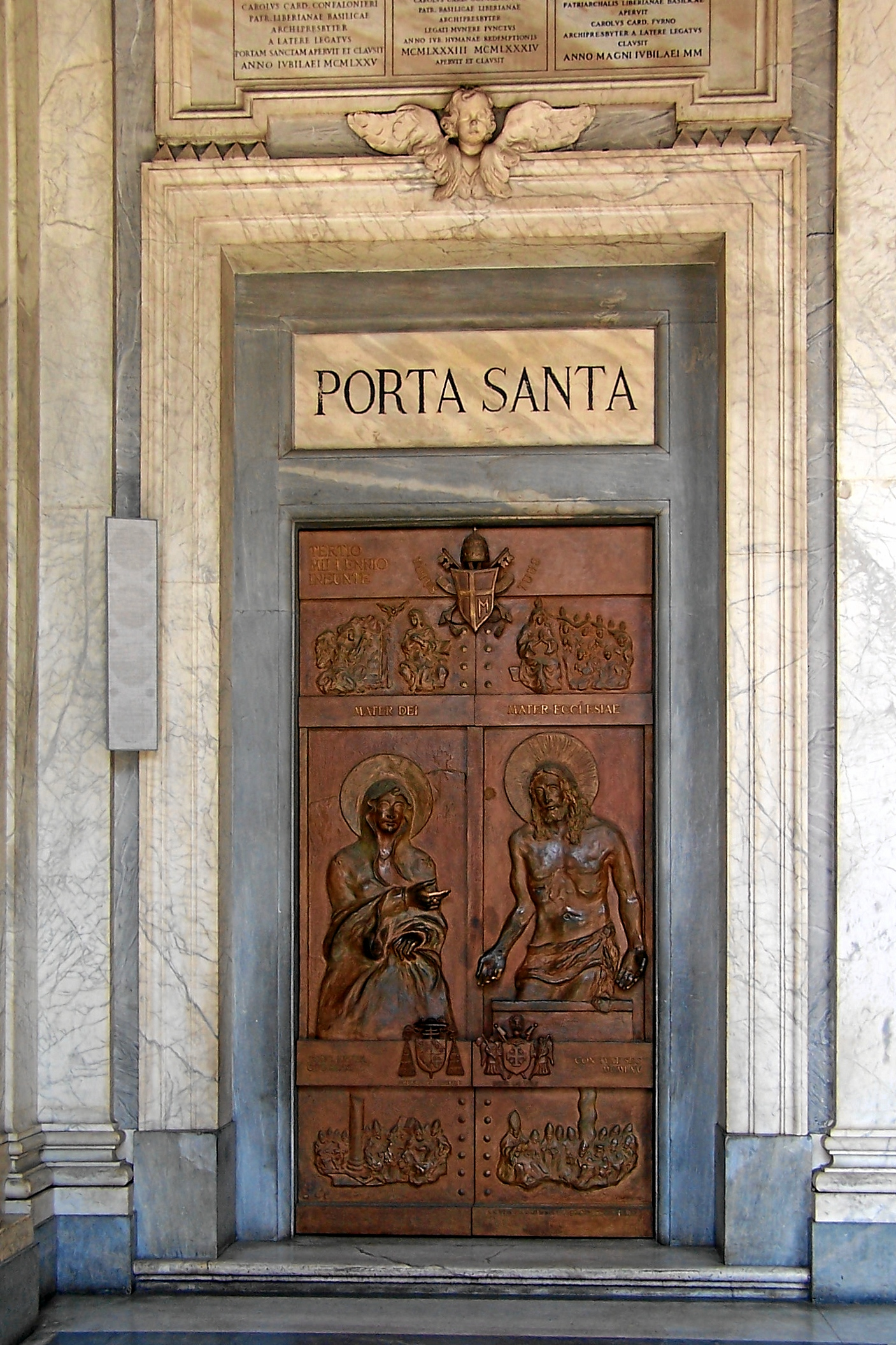
Maria de Meerdere
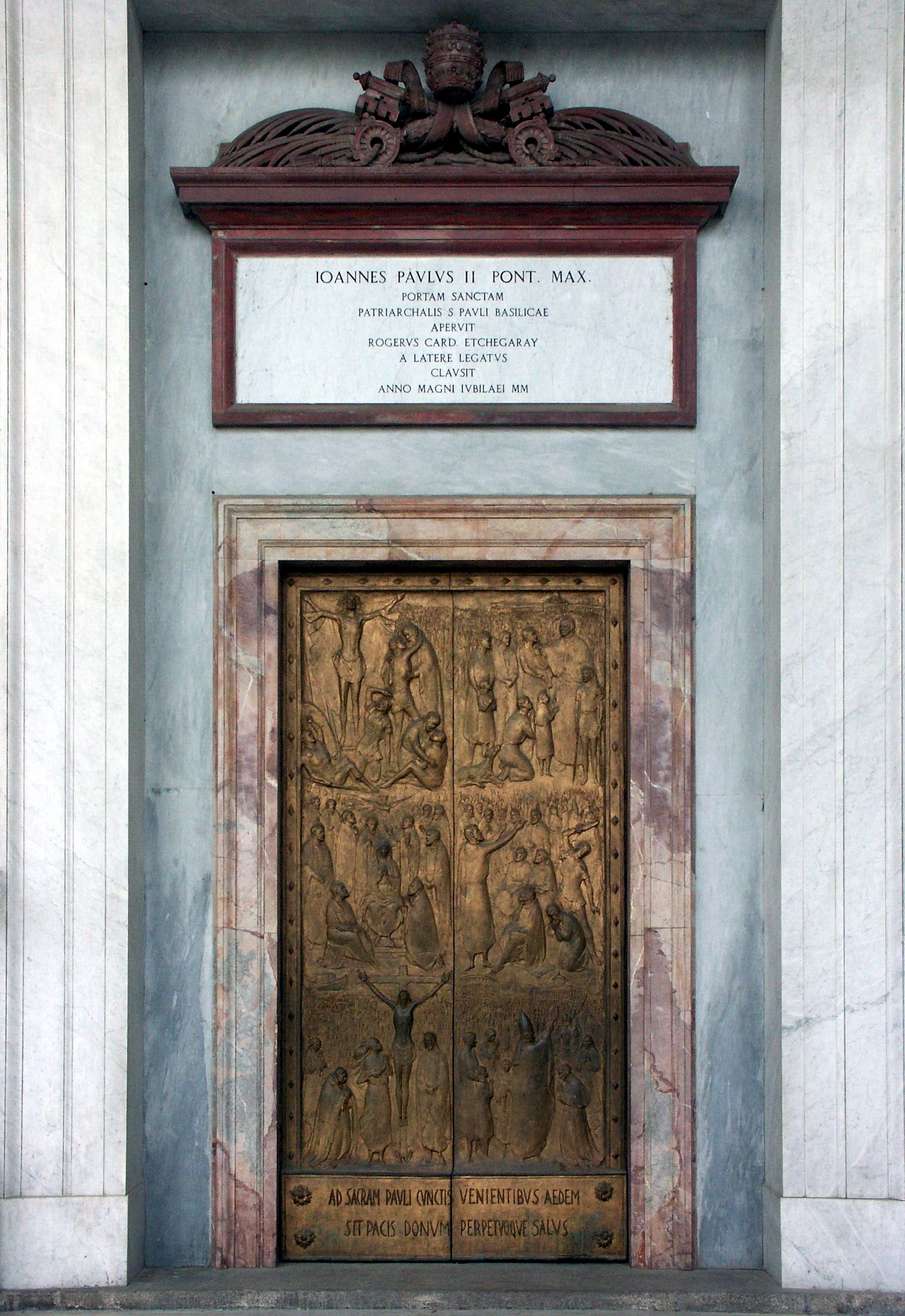
Sint-Paulus buiten de Muren

## Geschiedenis
Deze ceremonie van het openen en sluiten van de deur behoort niet tot de oudste ceremoniën van het Heilig Jaar. Deze traditie werd pas in 1500 geïnstitutionaliseerd door paus Alexander VI, die veel voor de ontwikkeling van de Heilige Jaren heeft betekend. Het motief van de deur wordt gevonden in de Bijbel, de psalmist spreekt over 'Open de poort die gerechtigheid heet' en bij de evangelist Lucas wordt gesproken over een deur die het leven binnenleidt. Daarnaast zouden nog passages uit Genesis over de jakobsladder en gedeelten uit de Apocalyps aangehaald kunnen worden. In de eerste eeuwen van het christendom speelde de deur een rol in de liturgie rond de boetedoening, publieke zondaars werden aan het begin van hun boeteperiode weggestuurd en na het volbrengen van de boete door de bisschop of priester aan de poort van de kerk opgewacht en naar het altaar geleid. Ook zijn deuren een belangrijk gegeven uit de visioenen van mystici.
Hoe oud de traditie rond het gebruik van een Heilige Deur is, is niet bekend. Er is een aantal vermeldingen gevonden, die stammen uit de Heilige Jaren van 1400 en 1450. Deze doen vermoeden dat er toen al sprake was van een oudere traditie. Francesco di Marco Datini schreef in 1400 dat er in de Sint Jan van Lateranen een heilige deur was geopend die normaal slechts eens in de vijftig jaar werd gebruikt. Dit zou de traditie dan op zijn minst terugbrengen tot het Heilig Jaar 1350. Vermeldingen van een heilige deur in de Sint-Pietersbasiliek zijn er overigens pas vanaf 1500. Een andere Romereiziger bericht in 1450 over een gebruik dat samenhangt met de Heilige Deuren. Alleen tijdens de Heilige Jaren waren de deuren open en zichtbaar. Normaliter waren en zijn ze namelijk dichtgemetseld en voorzien van een pauselijk sluitzegel. Giovanni Rucellai berichtte dat deze stenen zeer gewild waren. Hij schreef dat als de muur rond Kerstmis, bij het begin van het Heilig Jaar werd neergehaald, er zeer veel pelgrims aanwezig waren. Zij probeerden een steen of een gedeelte van het stucwerk te bemachtigen. Ze werden zelfs tot ver over de Alpen meegenomen en beschouwd als waardevolle relieken."
Sinds 1975 wordt de Heilige Deur in de Sint-Pietersbasiliek niet meer dichtgemetseld, maar afgesloten met een bronzen poort.

## Heilig Jaar2000
Anders dan het gebruikelijke ritueel opende de Paus de Heilige Deuren van alle vier de Pauselijke Aartsbasilieken. Op kerstavond van 1999 opende Paus Johannes Paulus II de Heilige Deur van de Sint-Pietersbasiliek en op de Vespers van Kerstdag (25 december) de H.Deur van de Sint-Jan van Lateranen. De H.Deur van de kerk van Santa Maria Maggiore werd geopend voorafgaand aan de Hoogmis op het Feest van de Moeder Gods (1 januari). Als bijzondere tegemoetkoming naar de Orthodoxe Kerken toe besloot Johannes-Paulus de H. Deur van de basiliek van Sint-Paulus buiten de Muren pas te openen op 18 januari 2000, aan het begin van de gebedsweek voor de eenheid der christenen.
Paus Johannes-Paulus II sloot op het Drie-Koningenfeest in 2001 de Heilige Deur van de Sint-Pietersbasiliek weer. De deuren in de drie andere aartsbasilieken waren de dag daarvoor al gesloten. Naar verwachting zullen de Deuren op kerstavond van 2024 voorafgaand aan het Heilig Jaar 2025 weer worden geopend.

## Heilig Jaar2016
Paus Franciscus kondigde op 13 maart 2015 een extra Heilig Jaar aan. Dit Jubileum van Barmhartigheid begon op 8 december 2015, op het Hoogfeest van de Onbevlekte Ontvangenis van Maria, tevens de vijftigste verjaardag van de sluiting van het Tweede Vaticaans Concilie. Zoals de traditie voorschrijft, werd het jaar formeel ingeluid door het openen van de Heilige Deur in de Sint-Pieter op 8 december, maar onverwacht opende de paus een ruime week eerder, op 29 november de Heilige Deur in de kathedraal van Bangui, in de door oorlog verscheurde Centraal-Afrikaanse Republiek. Voor de rest van de wereld was 8 december formeel de begindatum van het Heilig Jaar en het is in Rome geëindigd op zondag 20 november 2016, op het Hoogfeest van Christus Koning.

## Buiten Rome
Op andere bedevaartplaatsen en plaatsen waar de aflaat van het Heilig Jaar verkregen kan worden, komen Heilige Deuren voor. De bekendste behoort wellicht tot de kathedraal van Santiago de Compostella, maar ook in Napels en in een viertal kerken in Lissabon zijn dergelijke deuren te vinden. De eerste Heilige Deur buiten Europa werd in 2013 geopend in de kathedraal-basiliek Notre-Dame de Québec in Quebec, Canada. In Nederland was het Noordportaal van de Sint-Servaasbasiliek in het Heilig Jaar 2016 Porta Sancta.

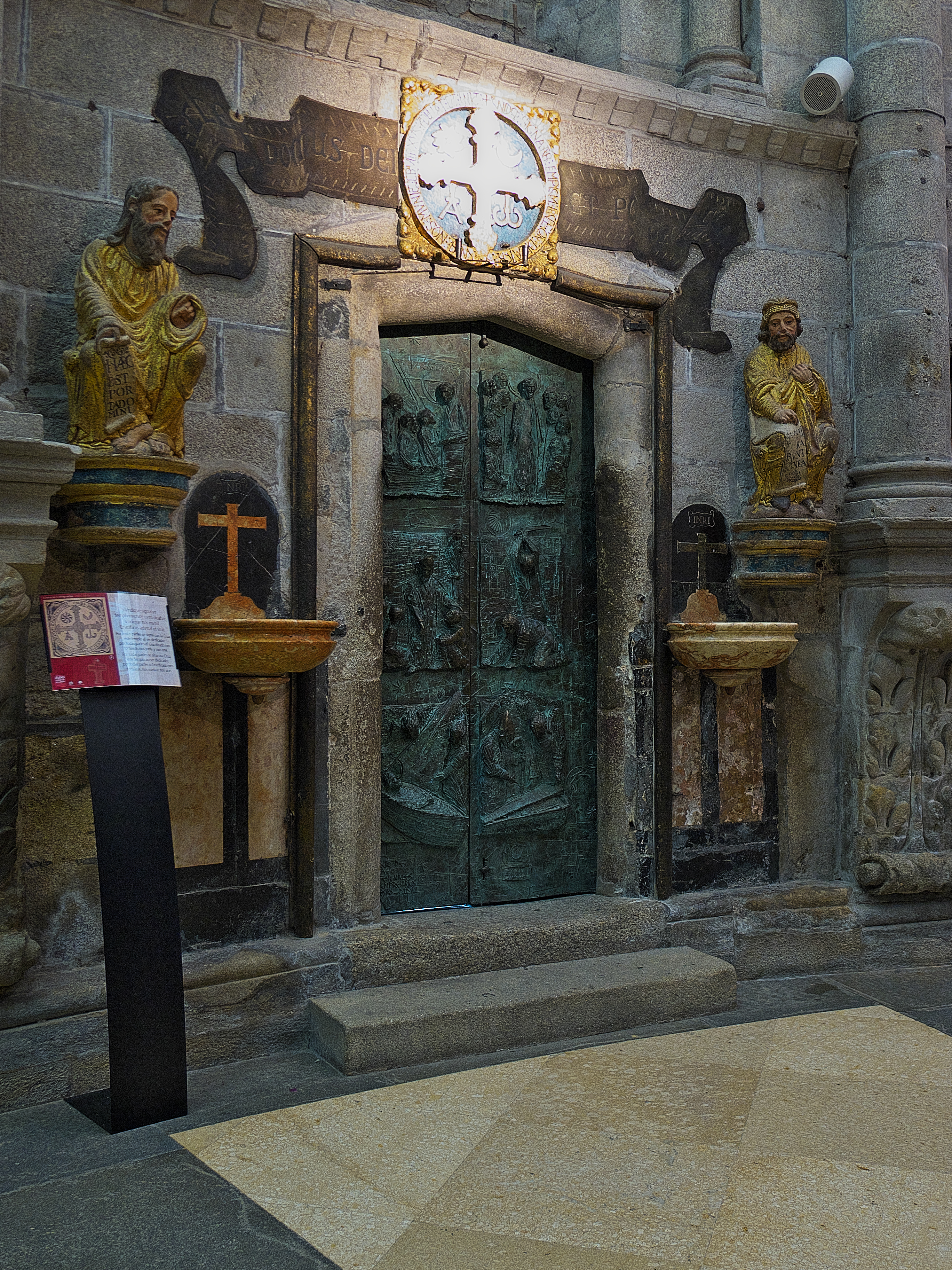
Santiago de Compostella
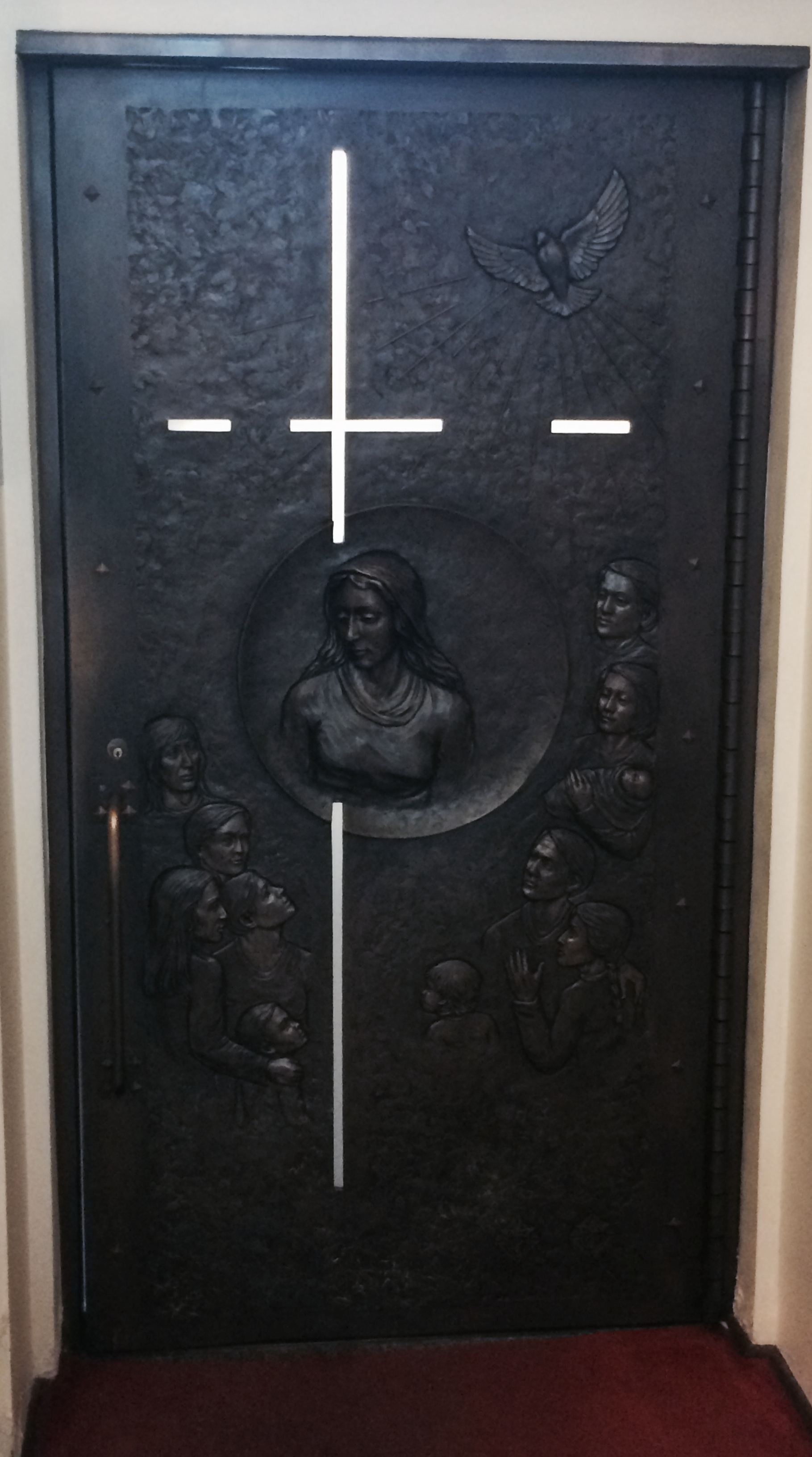
Quebec
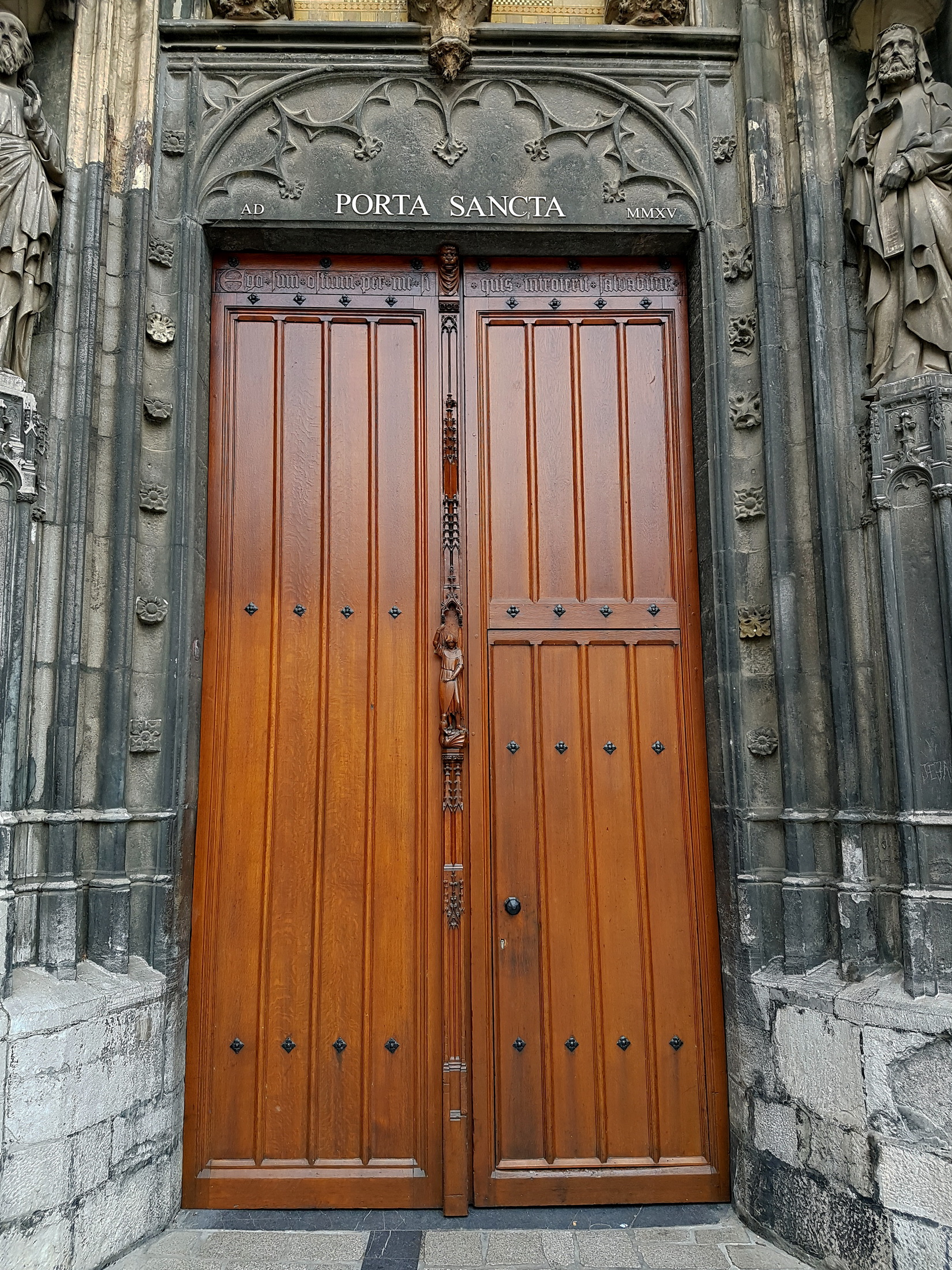
Maastricht